# Masacre de Accomarca
La masacre de Accomarca (pronunciado /ajomárka/) fue llevada a cabo el 14 de agosto de 1985 en el poblado de Accomarca, en Ayacucho (Perú), por elementos de una patrulla del Ejército del Perú bajo el liderazgo del subteniente Telmo Hurtado contra una supuesta base de formación del grupo terrorista Sendero Luminoso. El número de víctimas ha sido contabilizado en 25, 47, 62, 69 o 74; aunque el número reconocido oficialmente es 69.

## Hechos

### Primera versión
En agosto de 1985, se produjeron enfrentamientos entre senderistas y miembros de las fuerzas armadas en Huancasancos, donde el ejército capturó a Filomeno Chuchón Tecse, alias "Genaro". Con la información obtenida por "Genaro", se planificó el "Plan Operativo Huancayoc" con el objetivo de atacar una "escuela popular" senderista en la Quebrada de Huancayoc donde presuntamente se estaba planeando una acción de envergadura para las semanas siguientes. Para los militares, en dicho lugar operaba la "Compañía Accomarca" de Sendero Luminoso.
La mañana del 14 de agosto de 1985, a dos semanas de iniciado el primer gobierno de Alan García, aproximadamente 25 soldados que conformaban la patrulla militar Lince 7 a la orden del subteniente Telmo Ricardo Hurtado Hurtado y del teniente Juan Rivera Rondón llegaron a la Quebrada de Huancayoc y Llocllapampa, anexo ubicado a tres kilómetros de Accomarca, y reunieron a los pobladores diciéndoles que se realizaría una reunión (previamente habían cercado el lugar y disparado para evitar la fuga de los pobladores). A pesar de la petición, algunos pobladores decidieron no asistir y se escondieron.
Los pobladores fueron reunidos en una zona llamada Hatunpampa. Una vez reunidos, los hombres y las mujeres fueron separados (siendo los hombres golpeados con las culatas de las armas y las mujeres violadas). Luego, alrededor de 50 comuneros fueron trasladados a la casa de César Gamboa donde fueron introducidos. Hurtado ordenó a su tropa disparar, arrojándose también granadas. Después de consumado el acto, Hurtado ordenó recoger las pruebas. Una vez realizado dicha petición, revisaron las casas de los pobladores donde asesinaron a una persona de avanzada edad y encontraron a tres niñas que fueron trasladas a la casa de Alejandro Quispe y ejecutadas. La casa de Quispe posteriormente fue incendiada. Tras culminarse el operativo, Hurtado y su patrulla se trasladaron a la casa de Paulo Baldeón donde bebieron y festejaron diciendo que habían matado terroristas. Cuando se disponían a retirarse, observaron que una anciana intentaba apagar el incendio de la casa de Gamboa. Ante ello, le dispararon pero debido a la distancia las balas no pudieron alcanzarle por lo que dos soldados fueron al lugar y la ejecutaron. También fue ejecutado "Genaro". Al retornar al día siguiente, 15 de agosto, a la Base de Vilcashuamán, Hurtado informó que no se produjo ningún enfrentamiento y que se había intervenido la "escuela popular". Los pobladores que escaparon, mientras tanto, regresaron para recoger los restos.
De las 69 víctimas ejecutadas, 30 eran niños, 27 mujeres y 12 hombres. Tres de las mujeres estaban embarazadas y también fueron violadas.
En las semanas siguientes miembros de las FF.AA. asesinaron paulatinamente a varios testigos del múltiple crimen con el propósito de ocultarlo y sustraer a los responsables de la acción de la justicia.

### Segunda versión
El 12 de agosto de 1985, se obtuvo información de “Genaro” de una reunión a realizarse el 14 del mismo mes en la Quebrada de Huancayoc. Previamente, se habían enfrentado con los senderistas miembros de la "Compañía Accomarca" y puesto a la disposición de la Policía de Investigaciones los que fueron capturados donde obtuvieron información de los mandos logísticos, militares y del armamento que disponían.
Tras valorar que la información proporcionada por “Genaro” era valiosa, se inició alrededor de las 11:30 el planeamiento de la operación en la Sala de Operaciones de la Comandancia General en Huamanga. Para tal fin, se realizó un estudio de la zona usando la Carta Nacional Hoja Chincheros (donde no figura Llocllapampa) y se diseñó las acciones a realizar disponiendo que dos patrullas reconocerían la Quebrada de Huancayoc y dos patrullas organizarían posiciones de bloqueo para evitar posibles fugas de senderistas. El objetivo fijado no era una “escuela popular” sino realizar un patrullaje de reconocimiento (y combate si se produjera) en la Quebrada de Huancayoc. El plan de operaciones fue aprobado con el nombre de “Plan Nº 17” y no de “Plan de Operaciones Huancayoc” y fue realizada siguiendo el documento llamado “Criterios básicos a tenerse en cuenta en la conducción de operaciones contrasubversivas” donde se especificaba que los militares no cometerían “abusos con el personal civil, con la comisión de robos, saqueos, violaciones sexuales y otros atropellos”. Debido a las condiciones de terreno montañoso, se aplicó la descentralización de comando quedando los miembros de cada patrulla bajo el comando directo de su jefe de patrulla dotándose, además, de radios tipo Thompson para las comunicaciones.
En la incursión de la patrulla Lince 7 estos observaron a un grupo de personas que empezaron a correr cuando notaron la presencia de la patrulla, lo que hizo que los miembros de ésta realizaran disparos al aire. Debido a que cinco individuos no hicieron caso a la advertencia, dispusieron eliminarlos. La patrulla se dividió en dos cercando a 25 personas, incluyendo niños. Una vez reunidos, se procedió a interrogar a los detenidos con ayuda de un guía. El guía los encaró y señaló como participantes de acciones subversivas. De esta forma, se dispuso la eliminación de los detenidos.
Las patrullas Lince 6 y 7 reportaron "SIN NOVEDAD" mientras la operación era desarrollada. Tras terminarse la operación, los jefes de las patrullas consignaron en sus escritos que no transcurrieron incidentes durante el transcurso de la misma. Con base en los informes emitidos por las patrullas, se elaboró un informe general de la operación donde reportaron que no hubo ni muertos ni heridos.
Sobre el número de víctimas, se argumenta que en realidad no fueron 69, como denunciaran El Diario de Marka y La República, ya que en las relaciones de víctimas dadas por dichos periódicos, 11 eran fallecidos de 1983 y 3 se encontraban detenidos por entonces. Además, 7 de los nombres que fueron publicados inicialmente en La República no fueron consignados en El Diario de Marka sino que, en su lugar, incluyeron 7 nombres distintos. También se argumenta que se hizo pasar por muertos a personas que fallecieron después. Hurtado admitiría que fueron 25 las víctimas.

## Investigación y juicio militar
El 9 de septiembre de 1985 los acontecimientos sucedidos se hacen públicos, lo que hace que se nombre una comisión investigadora del congreso. Dicha comisión realizó un viaje de inspección y elaboró un informe. Mientras tanto, en el ejército, se dispuso a un coronel inspector la investigación de los hechos. Para entonces, Hurtado se encontraba en Lima de permiso. El 13 de septiembre, se detectó a dos miembros de Lince comentando algunos hechos ocurridos en Llocllapampa. Tras esto, el coronel inspector (quien previamente viajó con el diputado Olivera y exhumaron del cementerio 5 cadáveres), dispuso nuevas investigaciones donde los miembros de la patrulla admitieron que hubo excesos. El 14 de septiembre, el teniente coronel de Inspectoría viajó a Lima para traer a Hurtado a Huamanga, mientras que el coronel inspector viajó con Olivera por segunda vez al lugar de los hechos (donde no se encontraron cadáveres). El 16 de septiembre, Hurtado llegó a Huamanga donde se le tomaron sus manifestaciones. Hurtado declaró:
No incluí en mi Informe la eliminación de los TTCC, porque todo esto no había sucedido en un enfrentamiento, sino que había sido una captura, y por la manera como había sucedido todo esto, yo pensaba darle todo el aspecto de un ataque netamente terrorista.
Luego declaró que "por último, tomé mi decisión que yo considero correcta, de eliminarlos". El 17 de septiembre, el presidente del Comando Conjunto de Fuerzas Armadas, Luis Abraham Cavallerino, dio lectura a un comunicado donde señalaba que Hurtado era responsable de las muertes de cerca de 40 civiles en la zona de Accomarca y que había ocultado los hechos. Además, recomendó que Hurtado fuera denunciado ante el Consejo de Guerra Permanente de la Segunda Zona Judicial del Ejército por los delitos de abuso de autoridad, falsedad, desobediencia y negligencia según el Código de Justicia Militar.

El 3 de octubre, la fiscal Elvia Barrios Alvarado denunció a Hurtado, Hugo Rivera Rondón, David Castañeda Castillo y Guillermo Paz Bustamante como autores del delito contra la vida, el cuerpo y la salud, en lo general y de homicidio calificado en lo específico en agravio de Juliana Baldeón García y otros. También denunció al jefe Político Militar de la Sub-zona de Cangallo, Comandante EP Ricardo Sotero Navarro como presunto cómplice del delito contra la vida, el cuerpo y la salud, y de homicidio simple. El 4 de octubre, el juez instructor ad hoc Mario Huamaní Oré, abrió instrucción contra los mencionados oficiales, dictando la detención provisional. El 12 de octubre, la comisión del congreso aprobó el Informe en Mayoría N°189/85-S donde llegó a las siguientes conclusiones:
El caso Accomarca-Lloqllapampa es según nuestra opinión... un delito común y no castrense. Los hechos allí acontecidos no fueron militares sino comunes, genocidas contra la humanidad. Las víctimas, según el autor, son 25; según su comunicado oficial 40, según los denunciantes y los testigos 69. Es probable que la cifra, excluyendo tres detenidos y otros muertos, en otros escenarios, se aproxime a ésta última cifra; no se pudo precisar en la necropsias su número, ya, que como lo dice el Dr. Víctor Maúrtua, el medio empleado (explosión), lo impide. Tampoco se ha demostrado si hubo violación sexual, porque los testigos solamente lo presumen y presenciaron los hechos a los lejos. Una pericia es imposible, y las violaciones, salvo desfloraciones recientes, son indemostrables (QUINTA CONCLUSIÓN)
Los autores materiales de los hechos son solamente la pieza de un engranaje y es necesario estudiar si actuaron en virtud de órdenes verbales expresas o sí actuaron así porque así se les ha formado (SEXTA CONCLUSIÓN)

Si bien la Comisión conversó en los “Los Cabitos”, con el presunto autor material... no pudo someterlo a una entrevista formal porque se excusó por estar su caso sub iudice; el informe remitido al respecto –preparado por Inspectoría– es insuficiente porque no anexa las declaraciones de los jefes de patrulla, ni la del oficial y la tropa participante en los hechos (SÉPTIMA CONCLUSIÓN)
Hurtado declaró que lo ocurrido no fue plasmado en los informes porque José Williams Zapata dio la orden de no hacerlo para evitar denuncias de los familiares de las víctimas. Zapata negaría tales declaraciones. Hurtado afirmó también haberse reunido con el general Wilfredo Mori para aceptar la culpabilidad de los hechos y no perjudicarlo. Además, se hizo un peritaje psicológico a Hurtado donde se diagnosticaría que tenía "reacción ansiosa situacional en remisión total, personalidad anormal con rasgos psicopáticos compensados".
El 15 de octubre de 1987, la Sala de Guerra de la Segunda Zona Judicial del Ejército absolvió a los encausados de las acusaciones más graves y condenó a Hurtado a 4 años de prisión y el pago de 50 mil intis por el delito de abuso de autoridad. La sentencia fue anulada por el Consejo Supremo de Justicia Militar, lo que hizo que se hiciera mayores investigaciones. En 1989, se sobreseyó la causa contra Víctor Fajardo (jefe político militar de la zona Vilcashuamán), Ricardo Sotero Navarro, y contra los jefes de las patrullas Lince 6, Lobo y Tigre. El 5 de septiembre de 1990, el juez militar permanente informó que Hurtado era responsable de los delitos de homicidio calificado, abuso de autoridad, falsedad, negligencia y desobediencia. Igualmente, que los miembros de la patrulla Lince 7 eran responsables del delito de homicidio calificado. En 1991, el fiscal General del Consejo de Guerra, Ricardo Prieto López de Castilla, acusó a Hurtado por los delitos mencionados y solicitó 20 años de prisión. Para los integrantes de la patrulla solicitó 15 años de prisión. En 1992 el Consejo de Guerra Permanente de la Segunda Zona Judicial del Ejército absolvió a Telmo Hurtado Hurtado de los delitos de homicidio calificado, negligencia y desobediencia y lo condenó a 6 años de prisión por el delito de abuso de autoridad. Se absolvió de los mismos delitos a los miembros de la patrulla.
La comisión que investigó el caso lo denunció ante el Poder Judicial, pero entonces el fuero militar adujo competencia y en febrero de 1993 Telmo Hurtado (ya conocido entonces como el "Monstruo de Accomarca" y el "Carnicero de los Andes") fue confirmada su sentencia a seis años de prisión por abuso de autoridad y dar falso testimonio en conexión con su participación en la masacre; a su vez, junto al resto de militares implicados, fue absuelto de los cargos de homicidio, negligencia y desobediencia. Dos años después, Hurtado se acogió a la Ley de Amnistía promulgada durante el gobierno de Alberto Fujimori, por lo que su condena fue anulada y no fue sentenciado criminalmente por la matanza. Recibió cuatro condecoraciones y ascendió hasta el grado de mayor.
En 2002, tras la caída del régimen fujimorista, el caso Accomarca fue reabierto por la justicia ordinaria por mandato de un fallo de la Corte Interamericana de Derechos Humanos. Ese año, con la amnistía revocada, Telmo Hurtado huyó a Estados Unidos. Mientras estaba en custodia por una violación a las leyes de inmigración, dos sobrevivientes presentaron con ayuda del Center for Justice and Accountability una demanda en su contra por su rol en la masacre. Su demanda acusaba a los militares peruanos que habían estado buscando a miembros de Sendero Luminoso por llevar a cabo ejecuciones extrajudiciales, tortura, crímenes de guerra y crímenes contra la humanidad. Hurtado fue detenido en el año 2006 en Miami (Estados Unidos) y, tras un largo proceso legal, fue extraditado al Perú en 2011. En 2008, un juez de Miami dictaminó que Hurtado era responsable por la masacre y le ordenó pagar 37 millones de dólares a sus víctimas.

## Juicio penal
El 14 de julio de 2011, en un vuelo comercial desde Miami y bajo custodia de agentes de la Interpol, llegó a Lima el extraditado Telmo Hurtado. Así, luego de 26 años de la matanza, se inició el juicio penal. La abogada de los deudos de la masacre, Karim Ninaquispe, señaló que estos buscan que, además del caso en sí, se investigue quiénes habrían intervenido para sostener el «manto de impunidad» que desde el año 1985 cubre el proceso. Recordó que la extradición "ha sido un proceso largo, que se inició en el 2006" y que durante el segundo gobierno de Alan García (2006-2011) no hubo voluntad política por acelerar la extradición desde Estados Unidos de Hurtado, (la cual solo pudo concretarse faltando dos semanas para que termine este periodo presidencial).
La acusación fiscal señala que la matanza formó parte del “Plan Operativo Huancayoc”, que tenía como finalidad de destruir y eliminar a los terroristas. Por ello, pidió 25 años de prisión para los acusados y el pago de 14 millones de dólares como reparación civil.
En 2016, diez militares fueron sentenciados a penas entre 10 y 25 años, pero solo uno de ellos, Hurtado, está en prisión. La sentencia determinó que el crimen masivo no había sido una acción aislada e individual, como indicaba la versión de los militares, sino producto de una orden superior que respondía a un plan militar y que se produjo en un contexto de violaciones a los derechos humanos.

### Los interrogatorios
Las declaraciones de Telmo Hurtado sobre el caso en 1985 fueron:

Según mi decisión que yo he tomado, yo la considero correcta… Ustedes no viven las acciones de guerra que nosotros vivimos acá… A nosotros no nos agrada pero tenemos que cumplir para darles un mejor gobierno… Nosotros tenemos que realizar esas cosas por ustedes.

Hurtado siempre se ha caracterizado por asumir la culpa en solitario. En el fuero militar, en 1986, Hurtado admitió ser el único responsable de lo que sucedió en Accomarca, en cumplimiento de los procedimientos militares en la lucha contra el terrorismo. Una respuesta que es la base de la defensa de los 28 militares implicados en el nuevo juicio que realiza la sala penal: Hurtado ejecutó los crímenes por decisión propia. 
Tras constantes aplazamientos del proceso judicial durante los años 2011 y 2012 desarrollados en el penal Castro Castro, y la indignación de los familiares de las víctimas por ello al sostener que Hurtado busca dilatar el proceso judicial en su contra, Hurtado reconoció, el 9 de abril de 2012, su responsabilidad penal en el crimen de 31 de los 69 campesinos que fueron masacrados en Accomarca. Además señaló que lo conminaron a "hacerse el loco" y asumir toda la responsabilidad, pero no para salvarlo a él, sino para proteger a toda la cadena de mando: “Si yo daba la versión real, iba a perjudicar a los oficiales que planearon la operación y al personal de tropa, e iba a llevar al comando de la institución a un proceso que iba a perjudicar la lucha antisubversiva, por eso asumí toda la responsabilidad". En su intención de reducir su condena vía la "confesión sincera", ha mencionado a otros militares de mayor rango implicados en el caso. Dijo ser un convencido de que todas las órdenes se debían cumplir sin dudas ni murmuraciones en el Ejército. Cuando se le preguntó qué haría si un superior le ordenara matar a su padre, Hurtado contestó que «cumpliría la orden».
Hurtado admite la masacre de Accomarca, pero se niega a pedir perdón por lo ocurrido. Aseguró sentirse arrepentido pero "solo de cumplir esas órdenes" y que el perdón que esperan las familias "las tienen que dar los que dieron las órdenes".
El 1 de septiembre de 2016, la Sala Penal Nacional de Perú sentenció al general Wilfredo Mori y al teniente Juan Rivera Rondón a 25 años de cárcel, al subteniente Telmo Hurtado Hurtado a 24 años, dos demás hombres a 25 años y cinco reos a 10 años, estos últimos siete siendo los autores materiales del crimen y los primeros tres autores mediatos.